# Stazione di Quiliano-Vado Ligure
Stazione di Quiliano-Vado Ligure vasútállomás Olaszországban, Quiliano településen.

## Vasútvonalak
Az állomást az alábbi vasútvonalak érintik:
- Genova–Ventimiglia-vasútvonal

## Kapcsolódó állomások
A vasútállomáshoz az alábbi állomások vannak a legközelebb:
- Stazione di Spotorno-Noli
- Stazione di Savona
- Stazione di Savona Parco Doria